# Вест-Бенд (містечко, Вісконсин)
Вест-Бенд (англ. West Bend) — місто (англ. town) в США, в окрузі Вашингтон штату Вісконсин. Населення — 4441 особа (2020).

## Демографія
Згідно з переписом 2010 року, у місті мешкали 4774 особи в 1790 домогосподарствах у складі 1363 родин. Було 2212 помешкання
Расовий склад населення:
| - 98,2 % — білих - 0,5 % — азіатів - 0,1 % — чорних або афроамериканців |

До двох чи більше рас належало 0,8 %. Частка іспаномовних становила 1,0 % від усіх жителів.
За віковим діапазоном населення розподілялося таким чином: 20,9 % — особи молодші 18 років, 57,0 % — особи у віці 18—64 років, 22,1 % — особи у віці 65 років та старші. Медіана віку мешканця становила 48,7 року. На 100 осіб жіночої статі у місті припадало 94,9 чоловіків;  на 100 жінок у віці від 18 років та старших — 92,3 чоловіків також старших 18 років.
Середній дохід на одне домашнє господарство  становив 115 202 долари США (медіана — 86 897), а середній дохід на одну сім'ю — 133 737 доларів (медіана — 97 593). Медіана доходів становила 70 581 долар для чоловіків та 51 066 доларів для жінок. За межею бідності перебувало 0,9 % осіб, у тому числі 0,0 % дітей у віці до 18 років та 3,3 % осіб у віці 65 років та старших.
Цивільне працевлаштоване населення становило 2253 особи. Основні галузі зайнятості: виробництво — 25,4 %, освіта, охорона здоров'я та соціальна допомога — 16,3 %, науковці, спеціалісти, менеджери — 11,7 %, фінанси, страхування та нерухомість — 9,9 %.